# Ada Wong
Ada Wong (jap. エイダ・ウォン Eida Won) – fikcyjna postać pochodzenia chińskiego, występująca w serii gier komputerowych Resident Evil.
Ada Wong jest specjalną agentką, pracującą dla tajemniczej „Organizacji”, pozornie współpracującej z głównym czarnym charakterem serii, Albertem Weskerem. Wong jest tylko wspominana w Resident Evil. Pojawia się w Resident Evil 2 z misją odzyskania próbki wirusa G (powtórka z tych wydarzeń ma miejsce w Resident Evil: The Darkside Chronicles. Zależnie od wyboru gracza zostaje ciężko ranna w walce z Williamem Birkinem lub z Tyrantem T-103. Kolejne części serii, Resident Evil 3: Nemesis i Resident Evil: The Umbrella Chronicles, ukazują okoliczności jej przeżycia.
Następnie Wong występuje w Resident Evil 4, pomagając głównemu bohaterowi Leonowi S. Kennedy'emu w uratowaniu córki prezydenta USA, Ashley Graham. Pojawia się również w Resident Evil: Operation Raccoon City i w Resident Evil 6.
W amerykańskich wersjach większości gier głosu bohaterce użyczyła Sally Cahill.